# Vänner (målning)
Vänner, även Vännerna, är en oljemålning utförd 1900–1907 (enligt en källa slutförd först 1910) av Hanna Pauli (1864–1940).
Med många figurer och invecklade belysningsproblem anses Vänner ensam i modern svensk konst till dess Emil Österman löste ett problem av samma art. Målningen var enligt en källa även med på Världsutställningen i Paris och fick en rad utmärkelser.
Vänner avbildar hur Ellen Key i skenet av en fotogenlampa i det Pauliska hemmet i Laurinska huset. läser högt ur en bok för några av Paulis vänner, även kallad Juntan. Från vänster ses: (1) Betty Hirsch, (2) Olga Björkegren, (3) Lisen Bonnier, (4) Nanna Bendixson, (5) Ellen Key, (6, förgrunden) Hanna Pauli, (7, stående) konstnärens man Georg Pauli, (8) Karl Otto Bonnier, (9) Richard Bergh, (10) Gerda Bergh (gift med den förre), (11, i bakgrunden med handen mot pannan) en okänd man, (12) Arthur Bendixon och längst till höger (13) Klas Fåhraeus.
Målningen finns idag på Nationalmuseum, och en kopia finns i Bonnierska porträttsamlingen.